# 鋼砂
鋼砂，又叫鋼沙，是鐵的粉末，常用作防滑，於各項工程中應用。

## 種類
- 黑鋼沙

## 用途

### 道路防滑
在道路工程中，所謂鋪鋼砂，其實是把鋼沙混在瀝青鋪在路面，籍此增加磨擦力，防止汽車滑倒及交通意外的功能。

### 魚缸底部
黑鋼沙可以放在魚缸的底部，這比較適合需要鹼性環境的魚類（例：孔雀魚）。

## 對外連接
- 如果我想用黑鐵，黑鋼沙沙可以嗎?? 雅虎知識 （页面存档备份，存于）
- Guppy World - 新手技術討論區 - 黑鋼沙vs黑磯石